# KBV 010
KBV 010 är ett av Kustbevakningens miljöskyddsfartyg. Fartyget byggdes vid Lunde varv i Hovås och levererades till Kustbevakningen 1985. 1990 byggdes hon om och förlängdes vid Karlskronavarvet.